# 山龙眼
山龙眼（学名：Helicia formosana），又稱台灣山龍眼、山枇杷、菜甫筋，为山龙眼科山龙眼属下的一个种。其种加词“formosana”意为“台湾的”。

## 变种
- Helicia formosana var. formosana
- Helicia formosana var. oblanceolata Sleumer